# Léon Belly

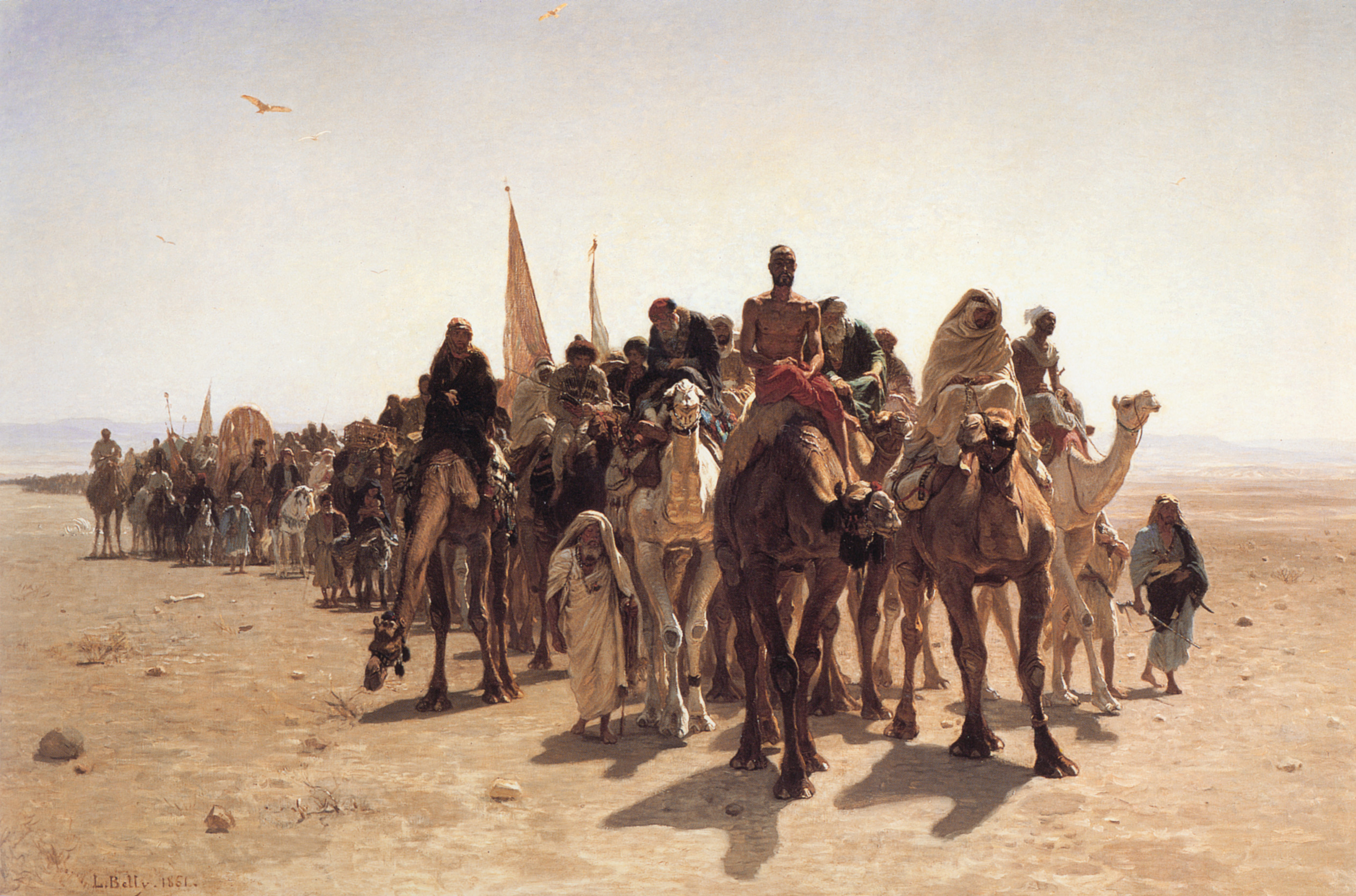
Pilger auf dem Weg nach Mekka, 1861, Musée d’Orsay.

Léon Auguste Adolphe Belly (* 18. April 1827 in Saint-Omer; † 24. März 1877 in Paris) war ein französischer Maler.

## Leben
Léon Belly wurde 1827 als Sohn eines Artillerieoffiziers geboren. Den ersten Zeichenunterricht erhielt er von seiner Mutter. Er studierte danach unter François-Édouard Picot und Constant Troyon  in Paris. 1849 besuchte er Barbizon, wo er von Théodore Rousseau beeinflusst wurde.
1850/51 unternahm er seine Orientreise nach Griechenland, Syrien und Ägypten als Zeichner von Caignart de Saulcy, der die Topographie und Geschichte dieser Länder erforschte. Auf dieser Reise entdeckte Saulcy die Schihan-Stele, die von Belly gezeichnet wurde. 1853 stellte er zum ersten Mal Landschaftsgemälde von Nablus und Beirut sowie der Küste des Toten Meeres im Pariser Salon aus. 1855/56 besuchte er Ägypten, wo er in Gesellschaft eines anderen Malers, Édouard Imer, den Nil aufwärtsfuhr. Gemälde von dieser Reise stellte er auch im Salon aus und gewann 1861 eine Medaille erster Klasse. 1862 stellte er in der Weltausstellung aus und wurde in die Ehrenlegion aufgenommen.
Bekannt vor allem für seine orientalischen Gemälde, malte er auch Porträts und Landschaftsbilder der Normandie und der Sologne.

## Werke (Auswahl)

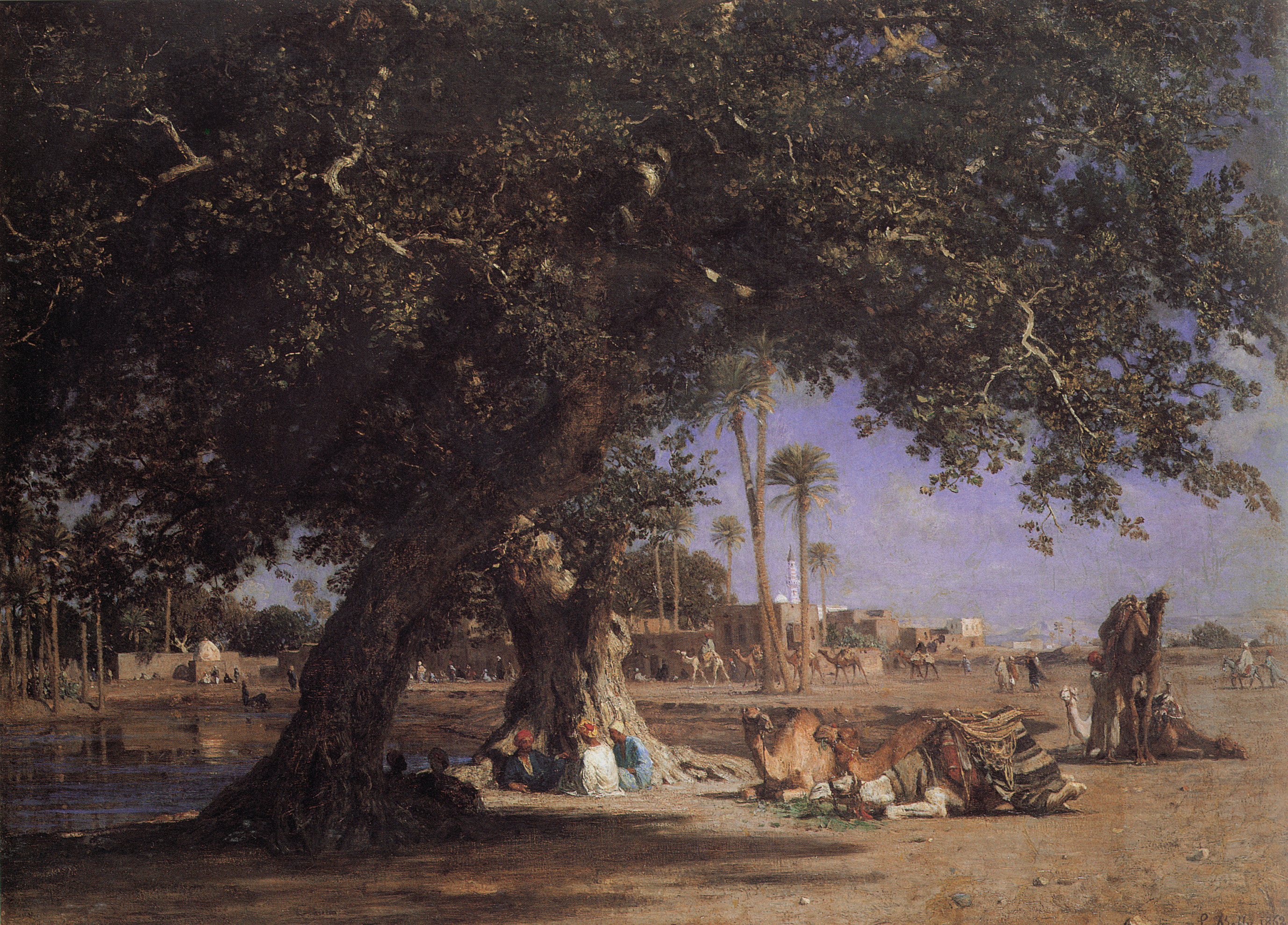
View of Shubra, 1862.

- Pilger auf dem Weg nach Mekka, 1861, Musée d’Orsay, Paris
- Heuernte in der Normandie, 1867, Musée d’Orsay, Paris
- Die Furt von Montboulan in der  Sologne, 1877, Musée d’Orsay, Paris
- Die Zitadelle von Mokatan bei Kairo, um 1856, Musée Bartholdi, Colmar
- Die Sirenen, 1867, Musée de l’hôtel Sandelin, Saint-Omer
- Schwarzer Sklave, 1858, Musée de l’hôtel Sandelin, Saint-Omer
- Ansicht des Nil, o. J., Musée de l’hôtel Sandelin, Saint-Omer